# NGC 3927
NGC 3927 est une entrée du New General Catalogue qui concerne un corps céleste perdu, ou inexistant dans la constellation du Lion. Cet objet a été enregistré par l'astronome prussien Heinrich d'Arrest en 1864
Cependant, selon le professeur Seligman, il se pourrait que d'Arrest ait observé la galaxie NGC 3713. Bien qu'il ne se trouve aucun objet à la position inscrite par d'Arrest, la description qu'il donne de son observation correspond à celle de NGC 3713. D'Arrest aurait alors commis une erreur d'exactement 20 minutes d'arc en inscrivant la position de son observation, une erreur d'un seul chiffre, ce qui n'est pas rare.